# Елыкомов, Валерий Анатольевич
Валерий Анатольевич Елыкомов (род. 25 мая 1959 года, Майкоп, Краснодарский край, СССР) — российский политик, учёный. Депутат Государственной Думы Федерального собрания Российской Федерации VII созыва, (2016—2021 гг.). Министр здравоохранения Республики Алтай (2021-2024 гг.). 

## Биография
В 1982 году окончил Алтайский государственный медицинский институт (АГМИ, ныне Алтайский государственный медицинский университет) по специальности «Лечебное дело»; в 1998 году окончил Всероссийский заочный финансово-экономический институт (ВЗФЭИ, ныне Финансовый университет при Правительстве Российской Федерации).
После окончания АГМИ был оставлен в вузе, где в 1982—1984 годах обучался в клинической ординатуре под руководством терапевта и гематолога Зиновия Баркагана.
В 1984—1993 работал ассистентом кафедры пропедевтики внутренних болезней; одновременно в эти же годы был ординатором гематологического отделения Барнаульской городской больницы № 8.
В 1989 году защитил кандидатскую диссертацию, посвященную осложнению лейкозов и синдрому диссеминированного внутрисосудистого свертывания крови. В 1998 году защитил докторскую диссертацию на тему «Совершенствование диагностики и контролируемой терапии ДВС-синдрома на основе динамического исследования тромбинемии и применения криосупернатанта плазмы».
Профессором стал в 1999 году. Доктор медицинских наук, профессор. Автор около 100 печатных работ, пяти монографий и четырёх патентов.

### Деятельность
В 1993 году Валерий Анатольевич был назначен заместителем главного врача Алтайской краевой станции переливания крови (в 2000—2005 годах работал главным врачом этой станции переливания крови). В 1994—1998 годах являлся внештатным специалистом комитета по здравоохранению администрации Алтайского края − главным терапевтом; с 1999 года — главным гематологом.
С 1998 года возглавлял краевой центр клинической трансфузиологии, а в 1999 году организовал и возглавил кафедру гематологии и трансфузиологии в Алтайском государственном медицинском университете (АГМУ). С апреля 2015 года по настоящее время является заведующим кафедрой терапии и общей врачебной практики лечебного факультета АГМУ; входит в состав диссертационного совета университета.
С ноября 2005 по март 2010 года Валерий Елыкомов руководил здравоохранением Алтайского края. В 2010—2012 годах был главным врачом Алтайского краевого кардиологического диспансера, а с 2012 по 2016 год — главным врачом Алтайской краевой клинической больницы.
Кроме профессиональной и преподавательской деятельности, занимался общественной и государственной: в 2014—2016 годах был депутатом Алтайского краевого Законодательного собрания шестого созыва. Также был избран в Алтайское заксобрание на выборах 2016 года, которые прошли одновременно с выборами в Государственную думу РФ, но отказался от мандата Алтайского краевого Законодательного собрания и стал депутатом Государственной думы РФ седьмого созыва по списку партии «Единая Россия». Является членом комитета по охране здоровья, будучи членом фракции «Единой России». В связи с выборами в Госдуму РФ, оставил пост руководителя Алтайской краевой клинической больницы.
13 апреля 2018 года стал одним из инициаторов законопроекта № 441399-7 «О мерах воздействия (противодействия) на недружественные действия Соединенных Штатов Америки и (или) иных иностранных государств», в пункте 15 второй статьи которого предлагается ввести запрет или ограничение ввоза на территорию РФ лекарств, произведённых в США или других иностранных государствах. Законопроект подвергся критике со стороны ряда общественных организаций, комитета Совета Федерации по социальной политике и комитета Госдумы по международным делам.
18 октября 2021 года назначен министром здравоохранения Республики Алтай. В октябре 2024 года не вошел в новый состав Правительства Республики Алтай.

## Законотворческая деятельность
С 2016 по 2019 год, в течение исполнения полномочий депутата Государственной Думы VII созыва, выступил соавтором 44 законодательных инициатив и поправок к проектам федеральных законов. Голосовал за принятие закона о пенсионной реформе, повышающей пенсионный возраст.

## Награды и звания
- Медали «За заслуги перед отечественным здравоохранением» (2013 г.)[3]
- Знак «Отличник здравоохранения» (за заслуги в области охраны здоровья населения Алтайского края)[3]
- Медалью администрации Алтайского края «За заслуги в труде»[3]

## Семья
Жена — заслуженный врач России. Сын — к.м.н, гематолог, Сын — судья.